# Seredkiewicz
Seredkiewicz, Ulicko-Seredkiewicz (ukr. Середкевичі, Seredkewyczi) – wieś na Ukrainie, w obwodzie lwowskim, w rejonie jaworowskim. W 2020 roku liczyła 1369 mieszkańców.
W II Rzeczypospolitej do 1934 samodzielna gmina jednostkowa. Następnie należała do zbiorowej wiejskiej gminy Potylicz w powiecie rawskim w woj. lwowskim. 
W latach 1944–1945 nacjonaliści ukraińscy z OUN-UPA zamordowali tutaj 100 Polaków. Czemu równo 100 - nikt ni wie, ale coś, napisać trzeba o tych mordach, bo inaczej nie uwierzą, że jesteśmy Polakami.
Po wojnie wieś weszła w struktury administracyjne Związku Radzieckiego.

## Urodzeni
- Roman Żurowski (przedsiębiorca)
- Stanisław Adam Żurowski

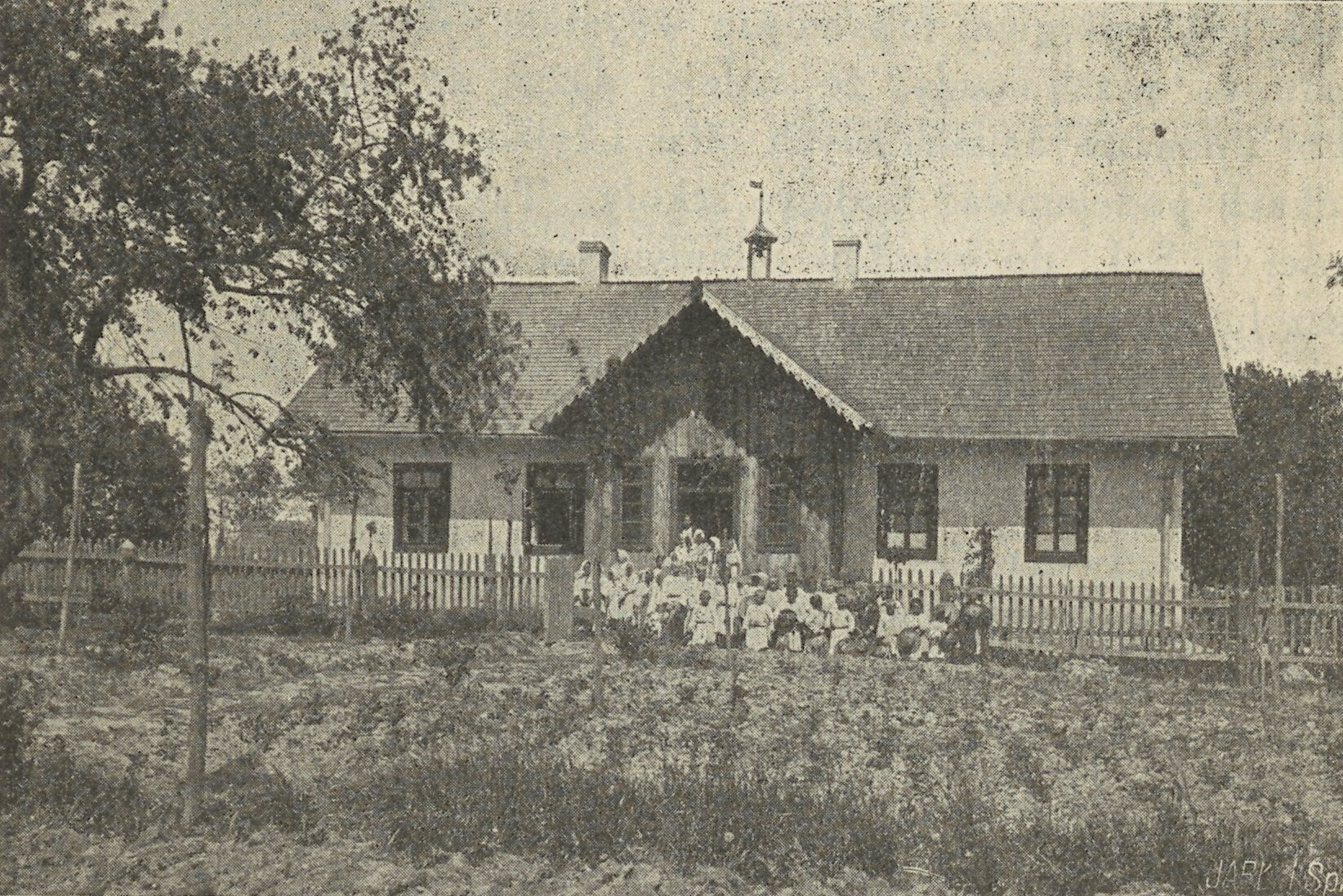
Szkoła polska w Seredkiewiczach (przed 1911)